# Dave Magadan
Pour les articles homonymes, voir Magadan (homonymie).
David Joseph Magadan (né le 30 septembre 1962 à Tampa, Floride, États-Unis) est un ancien joueur d'avant-champ au baseball qui a joué dans les Ligues majeures de 1986 à 2001.

## Carrière de joueur
Dave Magadan est le choix de deuxième ronde des Mets de New York en 1983. Il fait ses débuts dans les majeures le 7 septembre 1986 et s'aligne avec les Mets jusqu'au terme de la saison 1993. Joueur de premier but à ses premières années, il effectue la transition vers le poste de troisième but en 1992.
Au cours de son passage avec le club new-yorkais, il maintient une moyenne au bâton qui ne descendra jamais plus bas que ,277 par saison, sauf en 1991 (moyenne de ,258).
Il affiche une moyenne au bâton de ,318 en 85 parties en 1987 et de ,328 en 144 matchs en 1990. Au cours de cette dernière saison, il atteint des sommets personnels de 148 coups sûrs et 72 points produits et se classe au 3e rang dans la Ligue nationale pour la moyenne au bâton. Il prend aussi le 2e rang pour la moyenne de présence sur les buts (,417). La saison 1990 est la seule où il est considéré pour le titre de joueur par excellence de la ligue, obtenant quelques votes à un scrutin mené par Barry Bonds.
Sa moyenne au bâton de ,328 est la 4e plus élevée de l'histoire des Mets de New York pour une saison unique. Sa moyenne au bâton de ,292 avec l'équipe est la 3e plus élevée après celles de Keith Hernandez (,297) et Mike Piazza (,296) parmi les frappeurs de la franchise totalisant 2 000 présences au bâton ou plus. Il détient le record de franchise pour la meilleure moyenne défensive (,998 en 1990) en une saison par un joueur de premier but.
Magadan s'aligne par la suite avec les Marlins de la Floride en 1993. Il est le joueur de troisième but partant pour les Marlins au premier match de leur histoire, disputé à Miami le 5 avril 1993 face aux Dodgers de Los Angeles.
Les Marlins l'échangent aux Mariners de Seattle le 27 juin 1993 pour le lanceur Jeff Darwin et le voltigeur Henry Cotto, mais retournent Darwin à Seattle pour rapatrier Magadan en novembre de la même année.
Après une saison complète (1994) chez les Marlins, Magadan joue pour les Astros de Houston en 1995, les Cubs de Chicago en 1996, les Athletics d'Oakland en 1997 et 1998, puis les Padres de San Diego de 1999 à 2001.
En 1 582 parties jouées dans les majeures, Dave Magadan a frappé 1 197 coups sûrs, dont 42 coups de circuit. Il totalise 495 points produits et 516 points marqués. Il affiche une moyenne au bâton en carrière de ,288 et une moyenne de présence sur les buts de ,390.
Il n'a participé qu'à une seule série éliminatoire, la Série de championnat de la Ligue nationale entre les Mets et les Dodgers en 1988, mais a été blanchi en trois présences au bâton. Il s'alignait avec les Mets lorsque ceux-ci ont remporté la Série mondiale 1986 mais n'a fait aucune présence en parties d'après-saison.

## Instructeur
En 2002, Magadan devient entraîneur des frappeurs pour des clubs des ligues mineures affiliés aux Padres de San Diego.
Il obtient le poste d'entraîneur des frappeurs chez les Cubs de Chicago en 2003 et demeure en poste jusqu'en 2006.
De 2007 à 2012, il est l'entraîneur des frappeurs des Red Sox de Boston. Il porte le numéro d'uniforme 28 avec ce club. Il remplace Scott Coolbaugh au poste d'entraîneur des frappeurs des Rangers du Texas à partir de la saison 2013. Il quitte les Rangers après la saison 2015.
Le 25 novembre 2015, Magadan est nommé instructeur des frappeurs des Diamondbacks de l'Arizona.